# Charlotte Krackow
Charlotte Coelestine Krackow (* 21. Februar 1825 in Groß Särchen; † 13. Juli 1915 in Weimar) war eine Biografin des Weimarer Hofs. Sie war eine Nichte von Sophie „Caroline“ Kirms geb. Krackow, der Ehefrau des Franz Kirms, und die letzte Bewohnerin des Kirms-Krackow-Hauses in Weimar.

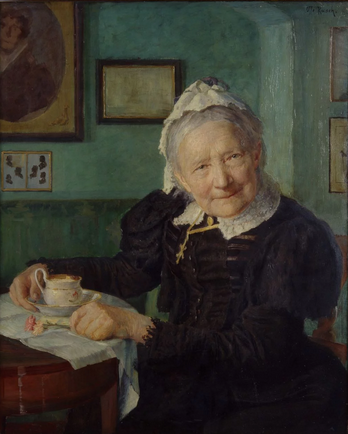
Otto Rasch: Charlotte Krackow

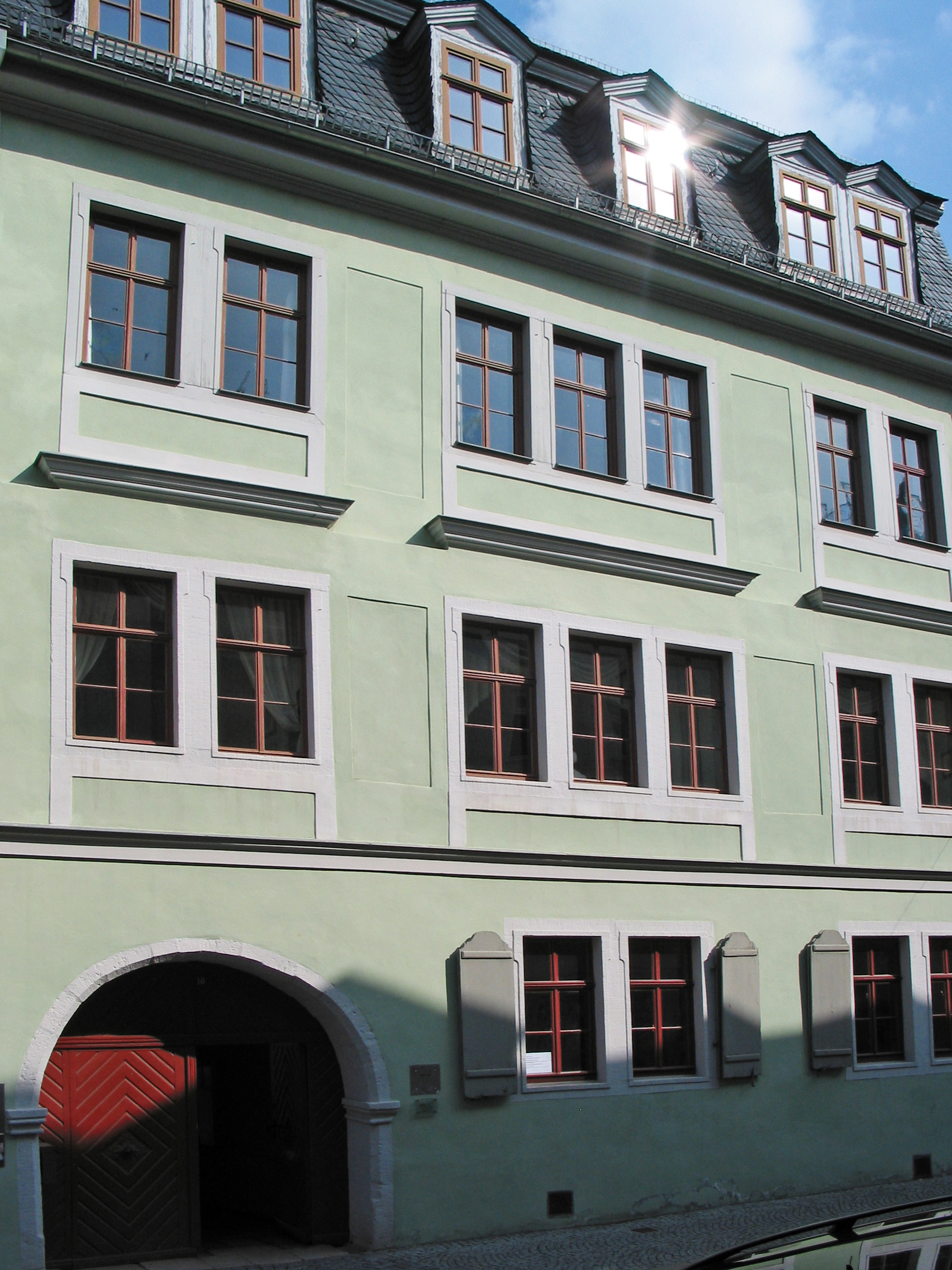
Wohnhaus der Charlotte Krackow

## Leben
Sie starb 1915 im Alter von 90 Jahren. Als letzte Bewohnerin des Kirms-Krackow-Hauses bewahrte sie die mündlichen Überlieferungen ihrer Familie, die bis in die Regierungszeit der Herzogin Anna Amalia und damit in die Wirkungszeit Goethes zurückreichen. Da sie keinerlei bauliche Veränderungen an dem von ihr ererbten Haus vornehmen ließ und auch die Wohnungseinrichtung aus dem ersten Drittel des 19. Jahrhunderts beließ, blieb im Wesentlichen der alte biedermeierliche Charakter des Hauses erhalten. Sie übereignete das Haus im hohen Alter der Stadt Weimar, womit es als Museum eingerichtet werden konnte. Dieses erfolgte 1917 unter der Leitung von Eduard Scheidemantel. Kurz vor ihrem Tod hatte ein Weimarer Maler namens Otto Rasch 1915 Charlotte Krackow in Öl porträtiert. Es befindet sich im Kirms-Krackow-Haus.
Eduard Scheidemantel war der Erste, der die Erinnerungen von Charlotte Krackow herausgab.
Auf dem Historischen Friedhof in Weimar gibt es eine Grabstelle für sie.